# Martinikenfelde

Martinikenfelde auf einem Plan 1899

Martinikenfelde ist eine Ortslage in Berlin-Moabit, gegen Ende des 19. Jahrhunderts trug es die amtliche Bezeichnung Martiniquenfelde unter anderem für ein entsprechendes Postamt.

## Lage und Geschichte
Martinikenfelde wird begrenzt im Westen vom  Charlottenburger Verbindungskanal, im Norden vom Westhafenkanal, im Osten ungefähr vom Straßenzug Wiebestraße – Huttenstraße – Beusselstraße und im Süden von der Spree.
Der Name leitet sich von einem französischen Kolonisten namens Martin ab, der 1735 auf dem zu Charlottenburg gehörenden Gebiet am nördlichen Spreeufer ein Wirtshaus einrichtete. Martin wurde wegen seiner kleinen Statur „Martinicken“ genannt. Für das Land um die Gastwirtschaft bürgerte sich so die Bezeichnung Martinikenfelde ein. Die heutige Kaiserin-Augusta-Allee trug Mitte des 19. Jahrhunderts den Namen Auf dem Martiniquenfelde. Am Ende des 19. Jahrhunderts kaufte der Unternehmer Ludwig Loewe das Gelände und begründete dort mit dem Bau einer Waffen- und einer Werkzeugmaschinenfabrik ein Industriegebiet. An der Wiebestraße entstand 1901 das mit mehr als 10.000 m² seinerzeit größte Straßenbahndepot Europas, dessen Hallen heute von der Classic Remise Berlin genutzt werden. Die um 1909 von Peter Behrens erbaute AEG-Turbinenfabrik an der Huttenstraße ist einer der bekanntesten Bauten der Industriearchitektur.
Martinikenfelde wurde 1938 größtenteils vom Bezirk Charlottenburg in den Bezirk Tiergarten umgegliedert und gehört heute zum Ortsteil Moabit des Bezirks Mitte. Ein kleiner Teil nördlich der Sickingenstraße verblieb jedoch bis heute beim Ortsteil Charlottenburg. Er bildet den einzigen Teil der Ortsteilgrenze Moabits, der nicht im Wasser verläuft.